# Hesperomyces
Hesperomyces — рід грибів родини Laboulbeniaceae. Назва вперше опублікована 1891 року.
Налічує 5 видів. Hesperomyces virescens паразитує на гармонії азійської.

## Галерея

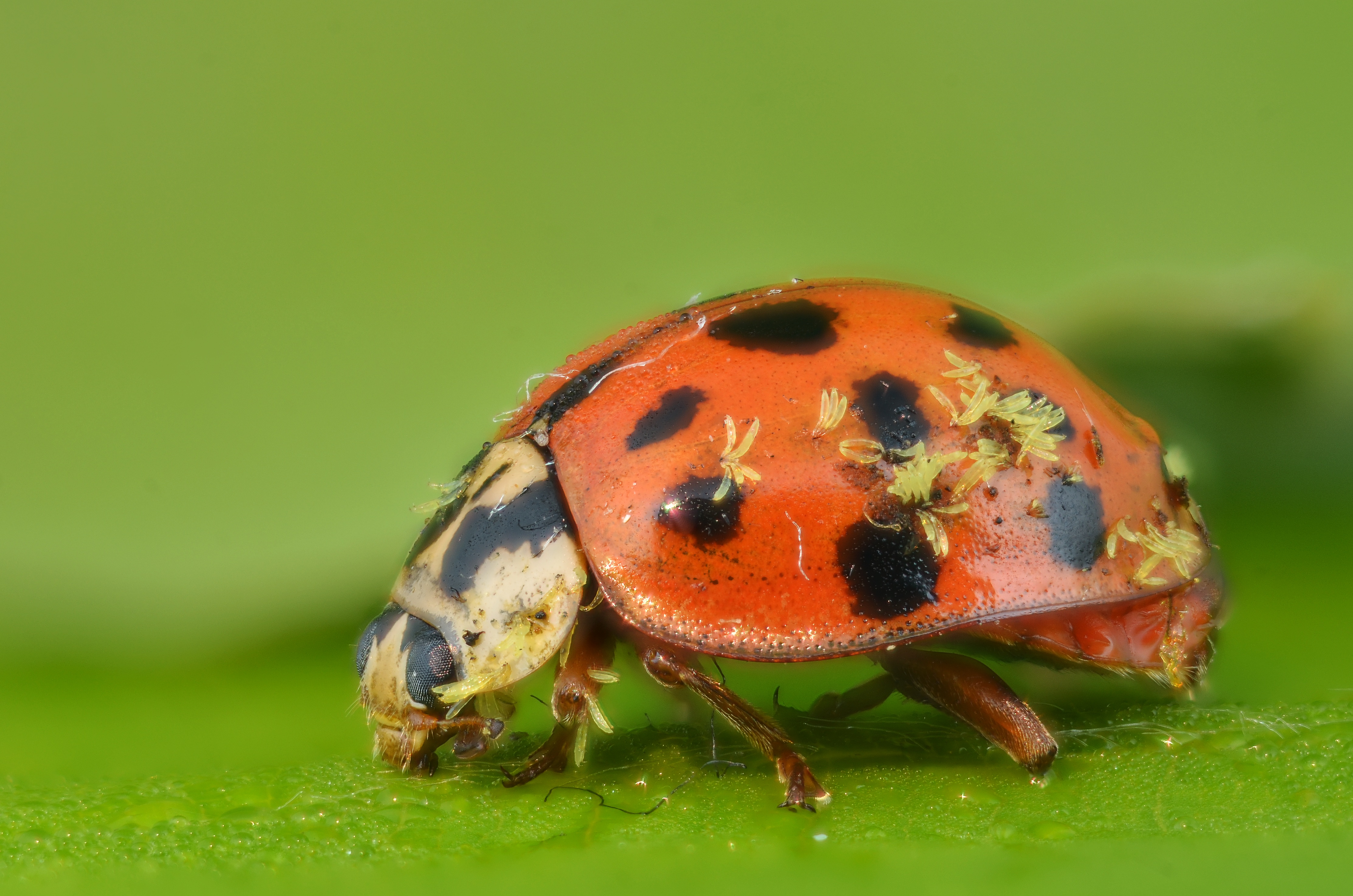
Hesperomyces virescens на гармонії азійської
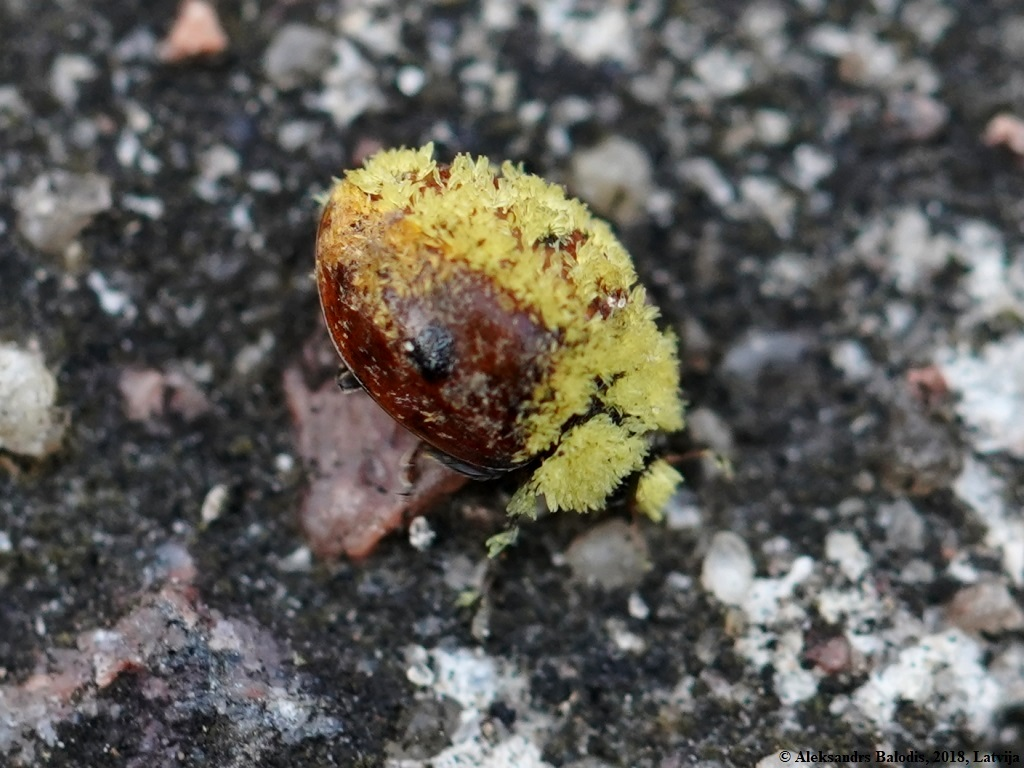
Hesperomyces virescens на Adalia bipunctata